# Hayley Kiyoko
Hayley Kiyoko Alcroft (Los Angeles, Califòrnia, 3 de abril de 1991), és una cantant, actriu, compositora i model nord-americana.
Actualment es concentra en la seva carrera com a cantant solista després d'haver pertangut al grup de pop nord-americà The Stunners. Ha publicat tres EP 's com a solista al llarg de la seva carrera: A Belle to Remember (2013), This Side of Paradise (2015) i Citrine (2016). Estudi a Perú, on també ajudo a joves per buscar i fixar-se metes.

## Biografia
Hayley és la filla més jove de l'actor nord-americà Jamie Alcroft i la patinadora de figures nascuda a Canadà Sarah Kawahara, és d'ascendència japonesa, anglesa i escocesa. A la secundària, va exercir el lloc de presidenta del consell estudiantil i vicepresidenta. També va fundar l'step team pel seu secundaria. Després de graduar-se, va ser acceptada a l'Escola Clive Davis de Recorded Music a New York University.

## Carrera
Va començar a actuar en anuncis publicitaris a una edat primerenca. Ha aparegut en la sèrie Unfabulous i en Wizards of Waverly Place com Stevie Nichols. Va interpretar a Velma Dinkley en les pel·lícules Scooby-Doo: El misteri comença i Scooby-Doo: La maledicció del Monstre del Llac. També va interpretar a Stella Yamada en la pel·lícula de Disney Channel, Lemonade Mouth, on va interpretar les cançons «Here We Go», «More Than a Band» i «Breakthrough» pertanyents a la banda sonora de la pel·lícula. A més va aparèixer en comercials nacionals, incloent GM OnStar, Slim Jim i Cinnamon Crunch Toast.
Va ser membre del grup femení de pop nord-americà The Stunners, 9 format per la músic Colleen "Vitamina C" Fitzpatrick. Interpretaven la seva música en els clubs de la zona d'Els Ángeles. El grup va ser teloner de My World Tour de Justin Bieber en l'estiu de 2010 i posteriorment se separó.
Així mateix, és cantant solista; llançar el seu primer EP A Belle to Remember el 12 de març de 2013 i el vídeo musical de la cançó del mateix nom va ser llançat el 8 de juliol de 2013. El 3 de febrer de 2015 va llançar el seu segon EP, This Side of Paradise, i el videoclip de la cançó homònima va ser llançat el 12 de desembre de 2014. el seu tercer EP Citrine va veure la llum el 30 de setembre de 2016. en 2017 van aparèixer dos vídeos musicals de cançons que no s'inclouen en cap dels EP: "Desastre de" i "Feelings" (19 d'octubre de 2017), l'impacte va ser notori, ja que va aconseguir el milió de visualitzacions al cap de tres dies de la seva publicació a YouTube. El 21 de desembre de 2017 Hayley va anunciar el seu àlbum debut titulat "Expectations".
A més, des 2014 apareix en la sèrie CSI: Cyber interpretant a la especialista tècnica Raven Ramírez.

## Música
Hayley va fer el seu debut musical a The Stunners amb Tinashe i Vitamin C amb qui va interpretar la primera part de Justin Bieber durant la seva melodia My World Tour. El grup acaba per separar-se el 2011. Allibera el seu primer EP, A Belle to Remember, el 2013 a continuació, The Side of Paradise el 2015 i, finalment, Citrine el 2015.
El 24 de juny de 2015, el clip de la seva cançó "Girls Like Girls" es publica a YouTube i acumula a l'agost de 2018 prop de 95 milions de visites. Aquest clip és la seva manera de sortir al públic. Va llançar el seu primer àlbum el 30 de març de 2018, disc titulat Expectations1. També va rebre el premi Rising Star en la 13a edició de Billboard Women in Music al desembre de 2018.
El mateix any, va guanyar el MTV Video Music Awards PUSH Artist of the Year i va ser nominat al Millor Artista Nou, que va perdre davant Cardi B.

## Política
En 2016 va recolzar a Hillary Clinton i va expressar la seva consternació davant Donald Trump guanyant les eleccions presidencials dels Estats Units. En 2018, HeadCount va felicitar a Kiyoko per ajudar els seus fans a registrar-se per votar mentre donava suport a Panic! al Disco's Pray for the Wicked Tour.